# Шпигун, що прийшов із холоду (фільм)
«Шпигун, що прийшов із холоду» (англ. The Spy Who Came In from the Cold) — британський трилер 1965 року, який є екранізацією однойменного роману Джона Ле Карре 1963 року. Сюжет побудований навколо історії британського агента МІ-6 та його роботі на території НДР. В головних ролях — Річард Бертон та Клер Блум.

## Сюжет
Алека Лімаса (Річард Бертон), британського шпигуна часів Холодної війни, відправляють до Східної Німеччини, аби той вдавано перейшов на радянський бік, але при цьому дезінформував своїх нових колег. Проте відбуваються події, в ході яких Лімас все більше переконується у тому, що його керівництво вбачає у ньому просто гвинтик. Боротьба проти дегуманізації стає його основною ціллю:
|  | Як думаєш, ким у біса є шпигуни? Етичні філософи, які роблять лиш, те що їм велить Маркс чи Бог? Ні. Це купка пошарпаних, злиденних виродків, схожих на мене: безбарвні люди, ярижники, диваки, чоловіки, що живуть під пантофлем, держслужбовці, які грають в «ковбоїв та індіанців», щоб прикрасити своє нікчемне гниле життя. Думаєш, що вони, ніби монахи, сидять у келії та вирішують що є Зло і що – Добро? Вчора я б убив Мундта, бо вважав його Злом та своїм ворогом. Але не сьогодні. Сьогодні він – Зло та мій друг. Оригінальний текст (англ.) What the hell do you think spies are? Moral philosophers measuring everything they do against the word of God or Karl Marx? They're not. They're just a bunch of seedy squalid bastards like me, little men, drunkards, queers, henpecked husbands, civil servants playing "Cowboys and Indians" to brighten their rotten little lives. Do you think they sit like monks in a cell, balancing right against wrong? Yesterday I would have killed Mundt because I thought him evil and an enemy. But not today. Today he is evil and my friend. |

## У ролях
| Актор            | Роль                             |
| ---------------- | -------------------------------- |
| Річард Бертон    | Алек Лімас                       |
| Клер Блум        | Нен Перрі                        |
| Оскар Вернер     | агент Фідлер                     |
| Пітер ван Ейк    | Ганс-Дітер Мундт                 |
| Джордж Восковець | адвокат Мундта                   |
| Сем Вонамейкер   | агент Пітерс                     |
| Сіріл К'юсак     | керівник відділу МІ-6 «Контроль» |
| Руперт Девіс     | Петмор                           |

## Відгуки
Стрічка мала дві номінації на премію «Оскар», «Золотий глобус» та є у списку 10 найкращих фільмів 1965 року за версією Національної ради кінокритиків США. На сайті Rotten Tomatoes він має рейтинг 89 % на основі 18 рецензій.